# Racing Jet Bruxelles
 (signalé en mai 2025).
Si vous disposez d'ouvrages ou d'articles de référence ou si vous connaissez des sites web de qualité traitant du thème abordé ici, merci de compléter l'article en donnant les références utiles à sa vérifiabilité et en les liant à la section « Notes et références ».
- Archive Wikiwix
- Bing
- Cairn
- DuckDuckGo
- E. Universalis
- Gallica
- Google
- G. Books
- G. News
- G. Scholar
- Persée
- Qwant
- (zh) Baidu
- (ru) Yandex
- (wd) trouver des œuvres sur Wikidata

Ne pas confondre avec le club de football du même nom, aujourd'hui le Wavre Sports FC, qui était localisé à Laeken et évoluait au Petit Heysel de 1970 à 1988.
Dernière mise à jour : 22 février 2012.
Le Racing Jet est un club de rugby à XV belge. Il est basé à Bruxelles. À ses origines, il s'appelait le Schaerbeek RC et fut aussi la section rugby du S.C.A.B. (Sporting Club de l'Administration de Bruxelles) avant de devenir la section rugby du Racing Jet Bruxelles.

## Histoire
En fin d’année 1934, sous l’impulsion de Maurice Demets (Gallia), se met en place non pas la fédération comme l'indique le site de la FBRB mais le Schaerbeek Rugby Club (devenu ensuite la section rugby du Sporting Club de l’Administration Bruxelloise puis celle du Racing Jet de Bruxelles).

## Palmarès
- Championnat de Belgique (4)
  - Champion :  1957, 1960, 1961, 1962
- Championnat de 2e division
  - Champion (3): 1972, 1996, 1999
- Coupe de l'Effort
  - Vainqueur (1): 1997